# 遠賀郡
- 令制国一覧 > 西海道 > 筑前国 > 遠賀郡
- 日本 > 九州地方 > 福岡県 > 遠賀郡

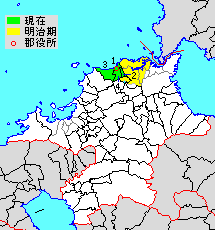
福岡県遠賀郡の位置（1.芦屋町 2.水巻町 3.岡垣町 4.遠賀町 水色：後に他郡から編入した区域）

遠賀郡（おんがぐん）は、福岡県（筑前国）の郡。
人口89,270人、面積93.38km²、人口密度956人/km²。（2025年2月1日、推計人口）
以下の4町を含む。
- 芦屋町（あしやまち）
- 水巻町（みずまきまち）
- 岡垣町（おかがきまち）
- 遠賀町（おんがちょう）

## 郡域
1878年（明治11年）に行政区画として発足した当時の郡域は、上記4町のほか、下記の区域にあたる。
- 北九州市
  - 若松区・戸畑区の全域
  - 八幡東区の大部分（概ね川淵町、荒生田、祝町、中尾、小熊野、猪倉町より南東および田代・田代町[2]を除く）
  - 八幡西区の大部分（概ね木屋瀬・木屋瀬東・野面・金剛・笹田・星ケ丘を除く）
- 中間市の大部分（下大隈を除く）

## 歴史
古代は「をか」と読まれていた。
1901年、当時の八幡村に官営製鉄所が進出したことで一大工業地となった。現在残っている水巻町、遠賀町、岡垣町に鹿児島本線と国道3号という九州の大動脈が町域を貫いている事もあり各町とも盛んに開発が進んでいる。北九州市の経済圏に属しており、生活・文化面で親密な関係にあるが、郵便番号は芦屋町と水巻町が北九州中央郵便局管内の〒80地域なのに対し遠賀町と岡垣町は新福岡郵便局管内の〒81地域となっている。また、郡部としては珍しく全町で住居表示が実施されている。
旧産炭地の水巻町は市街地が隣接の八幡西区折尾地区と至近であり、連続した市街地を形成する。また近年看護系の専門学校も進出し学生の町としての発展も期待される。遠賀川を隔てた遠賀町、岡垣町はもともと農村であるが交通の便がよく人口が急増した。近年は拡大する福岡都市圏にも入りつつあり同市のベッドタウンともなっている。
唯一鉄道のない芦屋町は遠賀川の河口に位置し、筑豊炭田の石炭積出港として江戸時代から明治初期にかけ繁栄し、遠賀郡の中心となっていたが、芦屋町は1961年に廃止になった芦屋線しか通っておらず、町内を鉄道が通らないこと、鉄道の開通により若松港に石炭積出港の役割を奪われたことで衰退した。古くからの市街地を持つが、近年さらに衰退している。郡内には、隣接市町ほどの工業集積は無く、専ら農漁業である。

### 近世以降の沿革
- 明治初年時点では全域が筑前福岡藩領であった。「旧高旧領取調帳」に記載されている明治初年時点での村は以下の通り。（85村）

上上津役村、下上津役村、畑村、大蔵村、前田村、藤田村、小嶺村、枝光村、尾倉村、熊手村、鳴水村、楠橋村、市瀬村、穴生村、陣原村、引野村、馬場山村、則松村、香月村、折尾村、永犬丸村、藤木村、浅川村、塩屋村、小敷村、山鹿村、有毛村、乙丸村、大鳥居村、高須村、蜑住村、修多羅村、竹並村、小石村、頓田村、畠田村、安屋村、戸畑村、中原村、小竹村、二島村、若松村（現・北九州市）、本城村、上底井野村、中底井野村、下底井野村、今古賀村、高倉村、内浦村、海老津村、糠塚村、黒山村、尾崎村、原村、手野村、波津村、三吉村、吉木村、松原村、野間村、上畑村、山田村、戸切村、虫生津村、別府村、鬼津村、小鳥掛村、木守村、垣生村、中間村、広渡村、立屋敷村、吉田村、岩瀬村、島津村、猪熊村、若松村（現・遠賀町）、芦屋村、朳村、古賀村、二村、下二村、伊佐座村、頃末村、払川村
- 明治4年7月14日（1871年8月29日） - 廃藩置県により福岡県の管轄となる。
- 明治初年 - 小鳥掛村・若松村（現・遠賀町）が鬼津村に合併。（83村）
- 明治8年（1875年） - 松原村が分割し、一部（西松原分）が手野村に、残部（東松原分）が吉木村にそれぞれ合併。（82村）
- 明治11年（1878年）11月1日 - 郡区町村編制法の福岡県での施行により、行政区画としての遠賀郡が発足。郡役所が芦屋村に設置。

### 町村制以降の沿革

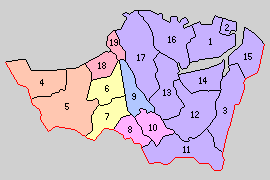
1.石峰村 2.若松村 3.八幡村 4.岡県村 5.矢矧村 6.島門村 7.浅木村 8.底井野村 9.水巻村 10.長津村 11.香月村 12.上津役村 13.洞南村 14.黒崎村 15.戸畑村 16.洞北村 17.江川村 18.芦屋村 19.山鹿村（紫：北九州市 桃：中間市 赤：芦屋町 青：水巻町 橙：岡垣町 黄：遠賀町）

- 明治22年（1889年）4月1日 - 町村制の施行により、以下の各村が発足。（19村）
  - 石峰村 ← 小石村、修多羅村、藤木村、二島村［一部］（現・北九州市）
  - 若松村（単独村制。現・北九州市）
  - 八幡村 ← 尾倉村、大蔵村、枝光村（現・北九州市）
  - 岡県村 ← 波津村、原村、内浦村、手野村、三吉村、吉木村（現・岡垣町）
  - 矢矧村 ← 山田村、糠塚村、黒山村、野間村、高倉村、上畑村、海老津村、戸切村（現・岡垣町）
  - 島門村 ← 鬼津村、尾崎村、今古賀村、広渡村、島津村、別府村［本村・高瀬・千代丸・三軒家・松ヶ崎］（現・遠賀町）
  - 浅木村 ← 虫生津村、木守村、下底井野村、別府村［高家・花園・尾倉］（現・遠賀町）
  - 底井野村 ← 中底井野村、上底井野村、垣生村、鞍手郡下大隈村（現・中間市）
  - 水巻村 ← 古賀村、猪熊村、頃末村、朳村、立屋敷村、下二村、吉田村、伊佐座村、二村（現・水巻町）
  - 長津村 ← 中間村、岩瀬村（現・中間市）
  - 香月村 ← 楠橋村、香月村、馬場山村、畑村（現・北九州市）
  - 上津役村 ← 小嶺村、下上津役村、上上津役村、引野村、市瀬村、穴生村（現・北九州市）
  - 洞南村 ← 永犬丸村、則松村、折尾村、本城村、陣原村（現・北九州市）
  - 黒崎村 ← 鳴水村、熊手村、藤田村、前田村（現・北九州市）
  - 戸畑村 ← 中原村、戸畑村（現・北九州市）
  - 洞北村 ← 二島村［大部分］、畠田村、頓田村、小竹村、安屋村、竹並村（現・北九州市）
  - 江川村 ← 蜑住村、有毛村、乙丸村、大鳥居村、小敷村、高須村、浅川村、払川村、塩屋村（現・北九州市）
  - 芦屋村（単独村制。現・芦屋町）
  - 山鹿村（単独村制。現・芦屋町）
- 明治24年（1891年）
  - 2月1日 - 若松村が町制施行して若松町となる。（1町18村）
  - 6月10日 - 芦屋村が町制施行して芦屋町となる。（2町17村）
- 明治29年（1896年）7月1日 - 郡制を施行。
- 明治30年（1897年）4月23日 - 黒崎村が町制施行して黒崎町となる。（3町16村）
- 明治32年（1899年）6月10日 - 戸畑村が町制施行して戸畑町となる。（4町15村）
- 明治33年（1900年）2月10日 - 八幡村が町制施行して八幡町となる。（5町14村）
- 明治37年（1904年）7月1日 - 洞南村が改称して折尾村となる。
- 明治38年（1905年）11月5日 - 芦屋町・山鹿村が合併し、改めて芦屋町が発足。（5町13村）
- 明治39年（1906年）10月1日 - 石峰村・若松町が合併し、改めて若松町が発足。（5町12村）
- 明治40年（1907年）10月1日 - 岡県村・矢矧村が合併して岡垣村が発足。（5町11村）
- 明治41年（1908年）2月15日 - 洞北村・江川村が合併して島郷村が発足。（5町10村）
- 大正3年（1914年）4月1日 - 若松町が市制施行して若松市となり、郡より離脱。（4町10村）
- 大正6年（1917年）3月1日 - 八幡町が市制施行して八幡市となり、郡より離脱。（3町10村）
- 大正7年（1918年）12月15日 - 折尾村が町制施行して折尾町となる。（4町9村）
- 大正11年（1922年）11月1日 - 長津村が町制施行して長津町となる。（5町8村）
- 大正12年（1923年）4月1日 - 郡会が廃止。郡役所は存続。
- 大正13年（1924年）9月1日
  - 戸畑町が市制施行して戸畑市となり、郡より離脱。（4町8村）
  - 長津町が改称して中間町となる。
- 大正15年（1926年）
  - 7月1日 - 郡役所が廃止。以降は地域区分名称となる。
  - 11月2日 - 黒崎町が八幡市に編入。（3町8村）
- 昭和4年（1929年）4月1日 - 島門村・浅木村が合併して遠賀村が発足。（3町7村）
- 昭和6年（1931年）
  - 4月1日 - 香月村が町制施行して香月町となる。（4町6村）
  - 8月1日 - 島郷村が若松市に編入。（4町5村）
- 昭和7年（1932年）3月1日 - 底井野村が中間町に編入。（4町4村）
- 昭和12年（1937年）5月5日 - 上津役村が八幡市に編入。（4町3村）
- 昭和15年（1940年）2月11日 - 水巻村が町制施行して水巻町となる。（5町2村）
- 昭和19年（1944年）12月8日 - 折尾町が八幡市に編入。（4町2村）
- 昭和30年（1955年）4月1日 - 香月町が八幡市に編入。（3町2村）
- 昭和33年（1958年）11月1日 - 中間町が市制施行して中間市となり、郡より離脱。（2町2村）
- 昭和37年（1962年）10月1日 - 岡垣村が町制施行して岡垣町となる。（3町1村）
- 昭和39年（1964年）4月1日 - 遠賀村が町制施行して遠賀町となる。（4町）

### 変遷表
| 明治22年以前 | 明治22年4月1日 | 明治22年 - 明治45年        | 明治22年 - 明治45年        | 大正1年 - 昭和19年           | 大正1年 - 昭和19年           | 昭和20年 - 昭和64年         | 昭和20年 - 昭和64年      | 平成1年 - 現在 | 現在     |
| ------------ | -------------- | -------------------------- | -------------------------- | ---------------------------- | ---------------------------- | --------------------------- | ------------------------ | -------------- | -------- |
|              | 岡県村         | 明治40年10月1日 岡垣村     | 明治40年10月1日 岡垣村     | 岡垣村                       | 岡垣村                       | 昭和37年10月1日 町制        | 昭和37年10月1日 町制     | 岡垣町         | 岡垣町   |
|              | 矢矧村         | 明治40年10月1日 岡垣村     | 明治40年10月1日 岡垣村     | 岡垣村                       | 岡垣村                       | 昭和37年10月1日 町制        | 昭和37年10月1日 町制     | 岡垣町         | 岡垣町   |
|              | 芦屋村         | 明治24年 町制              | 明治38年11月5日 芦屋町     | 芦屋町                       | 芦屋町                       | 芦屋町                      | 芦屋町                   | 芦屋町         | 芦屋町   |
|              | 山鹿村         | 山鹿村                     | 明治38年11月5日 芦屋町     | 芦屋町                       | 芦屋町                       | 芦屋町                      | 芦屋町                   | 芦屋町         | 芦屋町   |
|              | 浅木村         | 浅木村                     | 浅木村                     | 昭和4年4月1日 遠賀村         | 昭和4年4月1日 遠賀村         | 昭和39年4月1日 町制         | 昭和39年4月1日 町制      | 遠賀町         | 遠賀町   |
|              | 島門村         | 島門村                     | 島門村                     | 昭和4年4月1日 遠賀村         | 昭和4年4月1日 遠賀村         | 昭和39年4月1日 町制         | 昭和39年4月1日 町制      | 遠賀町         | 遠賀町   |
|              | 水巻村         | 水巻村                     | 水巻村                     | 昭和15年2月11日 町制         | 昭和15年2月11日 町制         | 水巻町                      | 水巻町                   | 水巻町         | 水巻町   |
|              | 長津村         | 長津村                     | 長津村                     | 大正11年11月1日 町制         | 大正13年9月1日 改称 中間町   | 昭和33年11月1日 市制        | 昭和33年11月1日 市制     | 中間市         | 中間市   |
|              | 底井野村       | 底井野村                   | 底井野村                   | 昭和7年3月1日 中間町に編入   | 昭和7年3月1日 中間町に編入   | 昭和33年11月1日 市制        | 昭和33年11月1日 市制     | 中間市         | 中間市   |
|              | 若松村         | 明治24年2月1日 町制        | 明治39年10月1日 若松町     | 大正3年4月1日 市制           | 若松市                       | 若松市                      | 昭和38年2月10日 北九州市 | 北九州市       | 北九州市 |
|              | 石峰村         | 石峰村                     | 明治39年10月1日 若松町     | 大正3年4月1日 市制           | 若松市                       | 若松市                      | 昭和38年2月10日 北九州市 | 北九州市       | 北九州市 |
|              | 江川村         | 明治41年2月15日 島郷村     | 明治41年2月15日 島郷村     | 昭和6年8月1日 若松市に編入   | 若松市                       | 若松市                      | 昭和38年2月10日 北九州市 | 北九州市       | 北九州市 |
|              | 洞北村         | 明治41年2月15日 島郷村     | 明治41年2月15日 島郷村     | 昭和6年8月1日 若松市に編入   | 若松市                       | 若松市                      | 昭和38年2月10日 北九州市 | 北九州市       | 北九州市 |
|              | 八幡村         | 明治32年2月15日 町制       | 明治32年2月15日 町制       | 大正6年3月1日 市制           | 八幡市                       | 八幡市                      | 昭和38年2月10日 北九州市 | 北九州市       | 北九州市 |
|              | 黒崎村         | 明治30年4月23日 町制       | 明治30年4月23日 町制       | 大正15年11月2日 八幡市に編入 | 八幡市                       | 八幡市                      | 昭和38年2月10日 北九州市 | 北九州市       | 北九州市 |
|              | 上津役村       | 上津役村                   | 上津役村                   | 昭和12年5月5日 八幡市に編入  | 昭和12年5月5日 八幡市に編入  | 八幡市                      | 昭和38年2月10日 北九州市 | 北九州市       | 北九州市 |
|              | 洞南村         | 明治37年7月1日 改称 折尾村 | 明治37年7月1日 改称 折尾村 | 大正7年12月3日 町制          | 昭和19年12月8日 八幡市に編入 | 八幡市                      | 昭和38年2月10日 北九州市 | 北九州市       | 北九州市 |
|              | 香月村         | 香月村                     | 香月村                     | 昭和6年4月1日 町制           | 昭和6年4月1日 町制           | 昭和30年4月1日 八幡市に編入 | 昭和38年2月10日 北九州市 | 北九州市       | 北九州市 |
|              | 戸畑村         | 明治32年6月10日 町制       | 明治32年6月10日 町制       | 大正13年9月1日 市制          | 大正13年9月1日 市制          | 戸畑市                      | 昭和38年2月10日 北九州市 | 北九州市       | 北九州市 |

## 行政
歴代郡長
| 代 | 氏名 | 就任年月日               | 退任年月日                | 備考                   |
| -- | ---- | ------------------------ | ------------------------- | ---------------------- |
| 1  |      | 明治29年（1896年）4月1日 |                           |                        |
|    |      |                          | 大正15年（1926年）6月30日 | 郡役所廃止により、廃官 |

郡長を務めた主な人物
- 勝野重吉

## 関連文献
- 遠賀郡教育会 編『遠賀郡誌: 全』1917年。